# Hétérodyne

Symbole du mélangeur hétérodyne

En électronique, on appelle hétérodyne une méthode de détection ou de traitement d'un signal qui repose sur la multiplication de fréquences. Cette méthode permet de transposer un signal d'une fréquence moyenne donnée ou sur une fréquence porteuse donnée à une fréquence supérieure ou inférieure, et d'effectuer une détection ou démodulation.
Les deux fréquences sont combinées par un élément habituellement appelé mélangeur, le plus souvent construit autour d'un composant non linéaire qui peut être une diode.

## Histoire
L'ingénieur canadien Reginald Fessenden a proposé l'hétérodynage en 1901 en tant que technique de traitement du signal radio, sans cependant disposer des appareils pour le mettre en œuvre,.
En 1901, Reginald Fessenden présenta un récepteur à conversion directe ou récepteur à battement comme méthode pour rendre audible une onde entretenue radio-télégraphique. Le récepteur de Fessenden ne put servir pour une application réelle en raison du problème de stabilité de son oscillateur local. Des oscillateurs électromécaniques complexes isochrones existaient déjà, mais aucun oscillateur local stable et bon marché ne fut disponible avant l'invention de l'oscillateur à triode par Lee de Forest. Dans un brevet de 1905, Fessenden affirmait que la stabilité en fréquence de son oscillateur local était de un pour mille.
Les premiers émetteurs radios à étincelles envoyaient l'information uniquement par télégraphie sans fil. En télégraphie radio, les lettres du message sont transformées en une séquence de points et de tirets de l'alphabet Morse diffusées sous forme de trains d'ondes radio. Le détecteur hétérodyne n'est pas nécessaire pour entendre ces signaux. L'étincelle module en amplitude à une fréquence audible les signaux transmis sous forme d'ondes amorties. Un simple détecteur produisait un bourdonnement audible dans le casque de l'opérateur du radio-télégraphe, et celui-ci pouvait transcrire les points et les traits en caractères alphanumériques.
Avec l'avènement de l'émetteur à arc, les émetteurs à ondes entretenues firent leur apparition. Les signaux en Morse n'étant plus modulés en amplitude, un détecteur différent était nécessaire. Le détecteur à conversion directe fut inventé pour rendre audible les ondes radios entretenues.
Le récepteur « hétérodyne » ou à « battement » a un oscillateur local (BFO) qui produit un signal radio ajusté en fréquence pour être proche du signal reçu en entrée. Lorsque les deux signaux sont mélangés, un « battement » de fréquence égal à la différence des deux fréquences est créé. En ajustant correctement la fréquence de l'oscillateur local, la fréquence de battement se trouve dans la zone audible et s'entend sous forme de tonalité dans le casque lorsque le signal émetteur est présent. Alors les points et tirets de l'alphabet Morse sont audibles sous forme de beeps. Cette technique est encore utilisée en radio télégraphie, l'oscillateur local est appelée oscillateur de battement. Fessenden créa le mot hétérodyne des racines grec hetero- « différent», et dyn- « force » (cf. δύναμις ou dunamis).

### Récepteur superhétérodyne
L'application la plus importante et la plus courante du changement de fréquence par mélange est le récepteur superhétérodyne, inventé par l'ingénieur français Lucien Lévy  en 1917.  Dans ce circuit, la fréquence radio d'entrée provenant de l'antenne est mélangée au signal provenant de l'oscillateur local puis convertie via hétérodynage en un signal de fréquence plus faible appelée fréquence intermédiaire (en anglais intermediate frequency) (IF).  Ce signal IF est amplifié et filtré avant d'être envoyé vers le détecteur qui en extrait le signal acoustique, qui est envoyé vers les haut-parleurs.
L'avantage de cette technique est que les différentes fréquences en provenance des différentes stations émettrices sont toutes converties vers la même fréquence intermédiaire avant amplification et filtrage. Les étages d'amplification et de filtrage sont donc plus simples à réaliser car ils fonctionnent à une fréquence intermédiaire fixe : ils n'ont donc plus besoin d'être réglables comme auparavant pour s'adapter aux différentes fréquences des stations émettrices. Un autre avantage est que la fréquence intermédiaire est à une fréquence considérablement plus basse que le signal d'origine.
Le système superhétérodyne supplanta les premiers récepteurs à amplification directe et à réaction, et dès les années 1930, presque tous les récepteurs radios commercialisés étaient de type superhétérodyne.

## Principe
La plupart des applications mélangent au signal, de fréquence évoluant autour de fp, une fréquence fo aussi stable que possible, générée par un oscillateur. Ce mélange se décompose en deux nouveaux signaux de fréquences (fp + fo) et (fp − fo). Généralement, une seule de ces nouvelles fréquences, appelées hétérodynes, est désirée. L'autre est supprimée par filtrage à la sortie du mélangeur.
Lorsque la fréquence de l’oscillateur est égale à la fréquence centrale du signal, on parle de détection homodyne.
Le récepteur de radio à battement permet d'entendre le code morse d'une émission radiotélégraphique en onde entretenue (CW). Dans ce système, aujourd'hui abandonné, lorsque l'opérateur abaisse son manipulateur pour la durée d'un « trait » ou d'un « point » du code Morse, l'émetteur émet une onde à la fréquence f, par exemple 500 kHz ; pendant le reste du temps, il n’émet rien.
Le récepteur mélange la porteuse radio à une fréquence flocal éloignée de quelques centaines de hertz de celle que l'on souhaite entendre, par exemple 500,2 kHz. Le mélange provoque, quand la porteuse est présente, un battement. Quand les deux composantes ont la même amplitude, leur somme est un signal de fréquence moyenne multiplié par un signal de fréquence égale à la différence entre porteuse et oscillateur local :
{\displaystyle (f_{local}-f)\times {\frac {f_{local}+f}{2}}}
soit un signal à 500,1 kHz multiplié par une modulation à 200 Hz.
On détecte l'enveloppe de ce signal sur une diode redresseuse en éliminant la composante haute fréquence par un filtrage simple avec un seul condensateur, et on obtient une modulation audible à 400 Hz.
En électronique, on peut concevoir l'intermodulation comme un hétérodynage indésirable.

### Formulation mathématique
La transformation hétérodyne est fondée sur l'identité trigonométrique :
{\displaystyle \sin \theta \cdot \sin \varphi ={\frac {1}{2}}\cos(\theta -\varphi )-{\frac {1}{2}}\cos(\theta +\varphi )}
En appliquant cette identité à deux signaux sinusoïdaux, {\displaystyle \sin(2\pi f_{1}t)\,} et {\displaystyle \sin(2\pi f_{2}t)\,}, on a 
{\displaystyle \sin(2\pi f_{1}t)\sin(2\pi f_{2}t)={\frac {1}{2}}\cos[2\pi (f_{1}-f_{2})t]-{\frac {1}{2}}\cos[2\pi (f_{1}+f_{2})t]\,}
Le produit en partie gauche représente la modulation d'une onde sinusoïdale avec une autre par une multiplication des fonctions sinus. La partie droite montre que le signal résultant est la différence entre deux termes sinusoïdaux, dont l'un est la somme des deux fréquences, f1 + f2, et l'autre en est la différence, f1 - f2, qui peuvent être considérés comme des signaux distincts.
L'une des deux fréquences est fixe, c'est la fréquence porteuse fp, l'autre est variable dans certaines limites, c'est le signal.
La détection hétérodyne vise à séparer les deux fréquences. Pour cela, on va multiplier le signal modulé par une fréquence fixe fh, appelée fréquence hétérodyne.
L'identité ci-dessus s'applique à nouveau, et il en résulte deux composantes, somme et différence des fréquences entre la porteuse modulée et la fréquence hétérodyne. Un bon choix de fréquence hétérodyne donne des fréquences somme et différences suffisamment différentes pour qu'on puisse filtrer la fréquence somme, et il ne reste que la fréquence f- fh. Comme f est modulée par le signal, elle est variable, et on a effectué un changement de fréquence. Si fh = fp, il ne reste que le signal, et on a effectué une détection.
Le dispositif destiné à combiner la fréquence modulée avec la fréquence hétérodyne est un mélangeur. Un mélangeur parfait serait un multiplicateur ; mais ces dispositifs sont limités à des fréquences très basses.

### Mélangeur à composant non linéaire
Dans la plupart des cas, on va plutôt utiliser une propriété des composants non linéaires. Généralement, ces composants sont une gêne en raison de la distorsion qu'ils introduisent. On recherche la linéarité dans les circuits afin qu'ils obéissent au principe de superposition ; si F(v) est la sortie d'un élément linéaire dont l'entrée est v :
{\displaystyle F(v_{1}+v_{2})=F(v_{1})+F(v_{2})\,}
Ce qui implique qu'une fonction de la forme (a x + b) décrit F. De la sorte, on peut ensuite séparer par des filtres, séparer, et retrouver les signaux.
Si, par contre, le circuit n'est pas linéaire, la fonction qui le décrit peut se décomposer, comme toute fonction continue, en  une série entière (Série de Taylor) :
{\displaystyle F(v)=\alpha _{1}v+\alpha _{2}v^{2}+\alpha _{3}v^{3}+\ldots \,}
Pour simplifier la présentation les ordres supérieurs à α2 seront indiqués par des petits points (". . ."). Appliquons les deux ondes sinusoïdales de pulsation ω1 = 2πf1 et ω2 = 2πf2 à ce composant :
{\displaystyle v_{\text{out}}=F(A_{1}\sin 2\omega _{1}t+A_{2}\sin \omega _{2}t)\,}
{\displaystyle v_{\text{out}}=\alpha _{1}(A_{1}\sin \omega _{1}t+A_{2}\sin \omega _{2}t)+\alpha _{2}(A_{1}\sin \omega _{1}t+A_{2}\sin \omega _{2}t)^{2}+\ldots \,}
{\displaystyle v_{\text{out}}=\alpha _{1}(A_{1}\sin \omega _{1}t+A_{2}\sin \omega _{2}t)+\alpha _{2}(A_{1}^{2}\sin ^{2}\omega _{1}t+2A_{1}A_{2}\sin \omega _{1}t\sin \omega _{2}t+A_{2}^{2}\sin ^{2}\omega _{2}t)+\ldots \,}
On constate que le deuxième terme ci-dessus contient un produit de deux sinus. Simplifions en utilisant l'identité trigonométrique :
{\displaystyle v_{\text{out}}=\alpha _{1}(A_{1}\sin \omega _{1}t+A_{2}\sin \omega _{2}t)+\alpha _{2}\left({\frac {A_{1}^{2}}{2}}[1-\cos 2\omega _{1}t]+A_{1}A_{2}[\cos(\omega _{1}t-\omega _{2}t)-\cos(\omega _{1}t+\omega _{2}t)]+{\frac {A_{2}^{2}}{2}}[1-\cos 2\omega _{2}t]\right)+\ldots \,}
{\displaystyle v_{\text{out}}=\alpha _{2}A_{1}A_{2}\cos(\omega _{1}-\omega _{2})t-\alpha _{2}A_{1}A_{2}\cos(\omega _{1}+\omega _{2})t+\ldots \,}
Donc la sortie contient des termes sinusoïdaux de fréquence ω1 + ω2 et ω1 - ω2. Elle contient aussi des termes à la fréquence d'origine et à des multiples des fréquences d'origines 2ω1, 2ω2, 3ω1, 3ω2, etc., qu'on appelle harmoniques, et des termes plus compliqués de fréquence Mω1 + Nω2, appelé produits d'intermodulation.  Un filtre électronique en sortie du mélangeur doit éliminer ces fréquences non voulues, ainsi que les fréquences hétérodynes indésirables, pour ne conserver que la fréquence hétérodyne désirée.
Certains types de mélangeurs, comme les mélangeurs à double équilibrage, suppriment certains produits d'ordres supérieurs indésirables ; d'autres, comme les  mélangeurs harmoniques (en) exploitent les différences d'ordre supérieur.
Les composants non linéaires utilisés comme mélangeurs sont souvent des diodes ; ils peuvent être aussi des tubes à vide ou des transistors fonctionnant près de la coupure (classe C).  Les cœurs ferromagnétiques inductifs pilotés en saturation peuvent aussi être utilisés en basse fréquence. En optique non linéaire, les cristaux qui ont des caractéristiques non linéaires sont aussi utilisés pour mélanger des faisceaux lasers pour créer des hétérodynes à fréquences optiques.

## Applications
L'hétérodynage est très largement utilisé dans l'ingénierie des télécommunications pour générer des nouvelles fréquences et déplacer l'information d'un canal fréquentiel à un autre. En plus de son utilisation dans le circuit superhétérodyne qui équipe quasiment tous les récepteurs de radio et de télévision, il est utilisé dans les émetteur radios, modems, communication par satellites, radars, radiotélescopes, système de télémétrie, téléphone cellulaires, détecteurs de métaux, horloges atomiques, et les systèmes militaires de contre-mesure électroniques (brouillage).

### Convertisseurs ascendants et descendants
Dans les réseaux de télécommunication à grande échelle, tels que le réseau téléphonique, relais hertziens, télévision par câble et les faisceaux de communication par satellite, des liens avec une large bande passante sont partagés en de nombreux canaux de communication individuels en utilisant l'hétérodynage pour déplacer la fréquence des signaux individuels vers les différentes fréquences qui partagent le canal. C'est le multiplexage par répartition de fréquence (MRF).
Par exemple un câble coaxial utilisé pour la télévision câblée peut transmettre 500 canaux télévisés en même temps parce que chacun utilise une fréquence différente, et donc sans interférences. À la source du câble ou tête de câble, des convertisseurs ascendants électroniques convertissent chaque canal de télévision vers une nouvelle fréquence plus élevée. Ils le font en mélangeant le signal télévisé, fCH avec un oscillateur local à une fréquence bien plus élevée fLO, créant une hétérodyne de somme  fCH+fLO, qui est superposée sur le câble.  Au domicile de l'abonné, le démodulateur a un convertisseur descendant qui mélange le signal d'entrée à la fréquence fCH+fLO avec la même fréquence d'oscillateur local fLO créant la différence hétérodyne, convertissant ainsi le canal télévisé à sa fréquence d'origine : (fCH+fLO) − fLO = fCH. Chaque canal est déplacé à une fréquence plus élevée différente. La fréquence d'origine du signal est appelée bande de base alors que le canal plus élevé est appelé bande de transmission.

### Enregistrement vidéo analogique
Beaucoup de systèmes d'enregistrement vidéo analogiques convertissent une sous-porteuse pour enregistrer les informations de couleur dans leur bande passante limitée. Ces systèmes sont référencés sous le type « système hétérodyne » ou « systèmes sous couleur ». Par exemple pour les systèmes vidéos NTSC, les systèmes d'enregistrement VHS (et S-VHS) convertissent la sous-porteuse des couleurs depuis le standard NTSC à 3,58 MHz vers 629 kHz. Le système PAL VHS fonctionne de manière similaire mais en partant de 4,43 MHz. Le système obsolète 3/4" U-matic utilise une sous-porteuse hétérodyne à 688 kHz pour l'enregistrement NTSC (comme le fait le Betamax de Sony, qui est à la base une version grand public du U-matic mais au format demi-pouce). Les enregistreurs PAL U-matic existent en deux variantes incompatibles, avec différentes fréquences de sous-porteuses connues sous le nom « Hi-Band » et « Low-Band ». Les formats de bande vidéo Video 8 et Hi8 incluent aussi des systèmes de couleurs hétérodynes.
Le système hétérodyne est dans ces cas utilisé pour convertir les ondes sinusoïdales à quadrature de phase modulée en amplitude depuis les fréquences d'émission vers des fréquences enregistrables dans la bande inférieure à 1 MHz. À la lecture, l'information de couleur enregistrée est reconstituée à sa fréquence d'origine pour affichage sur la télévision.
Certains enregistreurs U-matic (3/4″) disposent d'un connecteur DIN 7 points pour autoriser la duplication des bandes sans réaliser une conversion hétérodyne. C'est aussi le cas pour les enregistreurs professionnels VHS, S-VHS, et Hi8.

### Musique électronique
Le thérémine est un instrument de musique électronique qui utilise le principe hétérodyne pour produire une fréquence acoustique variable en réponse au mouvement des mains du musicien au voisinage d'une ou plusieurs antennes qui agissent comme des plaques capacitives. La sortie d'un oscillateur radio à fréquence fixe est mélangée avec celle d'un oscillateur dont la fréquence est perturbée par la capacité variable entre l'antenne et le théremine lorsque les mains du musicien se déplacent près de l'antenne de contrôle de la hauteur de note. La différence entre la fréquence des deux oscillateurs produit un son dans l’intervalle audible.
Le modulateur en anneau est un type d'hétérodyne incorporé dans certains synthétiseurs ou utilisé en tant qu'effet audio autonome (pédale d'effet Ring Modulator).

### Transformation hétérodyne optique
La détection hétérodyne optique (un domaine de recherche en plein activité) est une extension de la technique hétérodyne vers des fréquences plus hautes (lumière), en vue d'améliorer les modulateurs optiques, augmentant la densité d'information transportée par les fibres optiques. Elle s'applique aussi pour construire des horloges atomiques plus précises, fondées sur la mesure directe de la fréquence du faisceau laser[réf. souhaitée].
Comme les fréquences optiques sont, autour de 500 THz, bien au-delà des capacités de traitement de n'importe quel circuit électronique, tous les détecteurs de photons sont des détecteurs de puissance moyenne et non des détecteurs d'oscillations du champ électromagnétique. Le signal est codé dans une modulation de cette puissance, et non dans une modulation de l'onde électromagnétique lumineuse elle-même.
La détection d'une fréquence optique spécifique nécessite une détection hétérodyne optique ; une lumière de longueur d'onde très proche de celle qu'on recherche illumine le détecteur de telle sorte que l'oscillation électrique corresponde à un battement au double de la différence entre leurs fréquences. Ceci permet une détection à bande bien plus étroite que celle de n'importe quel filtre de couleur, ainsi que des mesures précises de la phase et de la fréquence d'un signal lumineux par rapport à la source lumineuse de référence, comme dans un vibromètre laser.
Cette détection de phase a été appliquée pour des mesures de la vitesse du vent par effet Doppler, et l'imagerie au travers de média dense. Cette haute sensibilité en dépit de la lumière ambiante est particulièrement utile pour la télédétection par laser[réf. souhaitée].
En spectroscopie optique à effet Kerr (OKE), la transformation hétérodyne optique du signal OKE et une petite partie du signal sonde produit un signal mélangé constitué du signal sonde, de l'hétérodyne OKE-sonde et le signal homodyne OKE. La sonde et le signal homodyne OKE peuvent être supprimés par filtrage, laissant le signal hétérodyne pour la détection.

### Sources
- Brevet    Fessenden, Reginald A. : Wireless Signaling ; déposé le 28 septembre 1901, accordé le 12 août 1902.
- Brevet    Fessenden, Reginald A. : Electric Signaling Apparatus ;  déposé le 27 juillet 1905, accordé le 14 janvier 1913.
- Brevet    Fessenden, Reginald A. : Method of Signaling ;  déposé le 21 août 1906, accordé le 14 janvier 1913.
- (en) Albert Glinsky, Theremin : Ether Music and Espionage, Urbana, IL, University of Illinois Press, 2000, 403 p. (ISBN 0-252-02582-2, lire en ligne)
- (en) Paul J. Nahin, The Science of Radio with Matlab and Electronics Workbench Demonstrations, New York, Springer-Verlag, AIP Press, 2001, 2e éd., 466 p. (ISBN 0-387-95150-4, lire en ligne)